# Richard Eberlein

Richard Eberlein

Richard Eberlein (* 16. Oktober 1869 in Groß Salze; † 10. Dezember 1921 in Berlin) war ein Tierarzt, Zoologe, Arzt und Hochschullehrer in Berlin. 

## Leben
Eberlein wurde in Stuttgart und Berlin in Veterinärmedizin ausgebildet. In Berlin absolvierte er auch sein Medizinstudium. Von 1903 bis zu seinem Lebensende war er Direktor der Chirurgischen Klinik der Tierärztlichen Hochschule Berlin. Von 1910 bis 1912 und von 1919 bis 1921 war er Rektor der Tierärztlichen Hochschule. Schwerpunktmäßig galt sein wissenschaftliches Interesse der Röntgenologie in der Veterinärmedizin. Er begründete die tierärztliche Röntgenkunde, wurde Gründer und erster Präsident der Deutschen Röntgen-Gesellschaft und Leiter des ersten ärztlichen Röntgenkongresses 1905.
Eberlein war Freimaurer; er fungierte zeitweise als II. Großaufseher der Großen Loge von Preußen genannt Royal York zur Freundschaft.

## Rudolstädter Corpsstudent
Als Angehöriger der Corps Teutonia Berlin, Nicaria und Saxo-Thuringia war Eberlein vor dem Ersten Weltkrieg eine der grauen Eminenzen des Rudolstädter Senioren-Convents. Vor allem ihm und Dr. Klinger (Franconia Berlin) war die Bronzestatue eines Rudolstädter Corpsstudenten auf dem „Anger“ von Rudolstadt zu verdanken, die der RSC zum 25-jährigen Verbandsjubiläum 1908 beschlossen hatte.